# مارکو انتونیو ماندروزاتو
مارکو انتونیو ماندروزاتو (انگلیسی: Marco Antonio Mandruzzato; ۱۶ مهٔ ۱۹۲۳ – ۳۱ اکتبر ۱۹۶۹) ورزشکار شمشیربازی اهل ایتالیا بود.
وی در مسابقات کشوری و بین‌المللی در مجموع برندهٔ ۱ مدال نقره شده‌است.